# Lipovac (Pakrac)
Lipovac es una localidad de Croacia en el ejido de la ciudad de Pakrac, condado de Požega-Eslavonia.

## Geografía
Se encuentra a una altitud de 488 m s. n. m. a 138 km de la capital nacional, Zagreb.

## Demografía
En el censo 2021 el total de población de la localidad fue de 0 habitantes.
| Gráfica de población de Lipovac 1857-2021                           |
|                                                                     |
| Según los censos de población de la oficina estadística de Croacia. |